# Audrey Demoustier
Audrey Demoustier (Chimay, Bélgica; 17 de marzo de 1985) es una exfutbolista belga. Jugaba como centrocampista y su último equipo fue el White Star Woluwe de la Primera División de Bélgica.
Ha jugado en Bélgica en el FCF Braine-Rebecq (2000-06), el White Star Woluwé (2006-08, 2016-act.) y el Standard Lieja (2008-2016). Fue internacional con la selección belga de 2007 al 2015.

## Estadísticas

### Clubes
| Club              | País    | Año         |
| ----------------- | ------- | ----------- |
| FCF Braine-Rebecq | Bélgica | 2000 - 2006 |
| White Star Woluwe | Bélgica | 2006 - 2008 |
| Standard de Lieja | Bélgica | 2008 - 2016 |
| White Star Woluwe | Bélgica | 2016 - 2019 |